# North Philipsburg
North Philipsburg és una concentració de població designada pel cens dels Estats Units a l'estat de Pennsilvània. Segons el cens del 2000 tenia 697 habitants.

## Demografia
Segons el cens del 2000, North Philipsburg tenia 697 habitants, 257 habitatges, i 161 famílies. La densitat de població era de 363,7 habitants/km².
Dels 257 habitatges en un 21,4% hi vivien nens de menys de 18 anys, en un 47,9% hi vivien parelles casades, en un 11,3% dones solteres, i en un 37% no eren unitats familiars. En el 32,7% dels habitatges hi vivien persones soles el 16,3% de les quals corresponia a persones de 65 anys o més que vivien soles. El nombre mitjà de persones vivint en cada habitatge era de 2,26 i el nombre mitjà de persones que vivien en cada família era de 2,88.
Per edats la població es repartia de la següent manera: un 15,1% tenia menys de 18 anys, un 7,7% entre 18 i 24, un 24,2% entre 25 i 44, un 19,5% de 45 a 60 i un 33,4% 65 anys o més.
L'edat mediana era de 48 anys. Per cada 100 dones de 18 o més anys hi havia 64 homes.
La renda mediana per habitatge era de 29.940 $ i la renda mediana per família de 34.896 $. Els homes tenien una renda mediana de 26.875 $ mentre que les dones 17.750 $. La renda per capita de la població era de 13.984 $. Entorn del 10,1% de les famílies i el 14,8% de la població estaven per davall del llindar de pobresa.

## Poblacions més properes
El següent diagrama mostra les poblacions més properes.